# Menthe pouliot
Pour les articles homonymes, voir Pouliot.
Mentha pulegium
Espèce
Classification phylogénétique
Statut de conservation UICN

 LC  : Préoccupation mineure

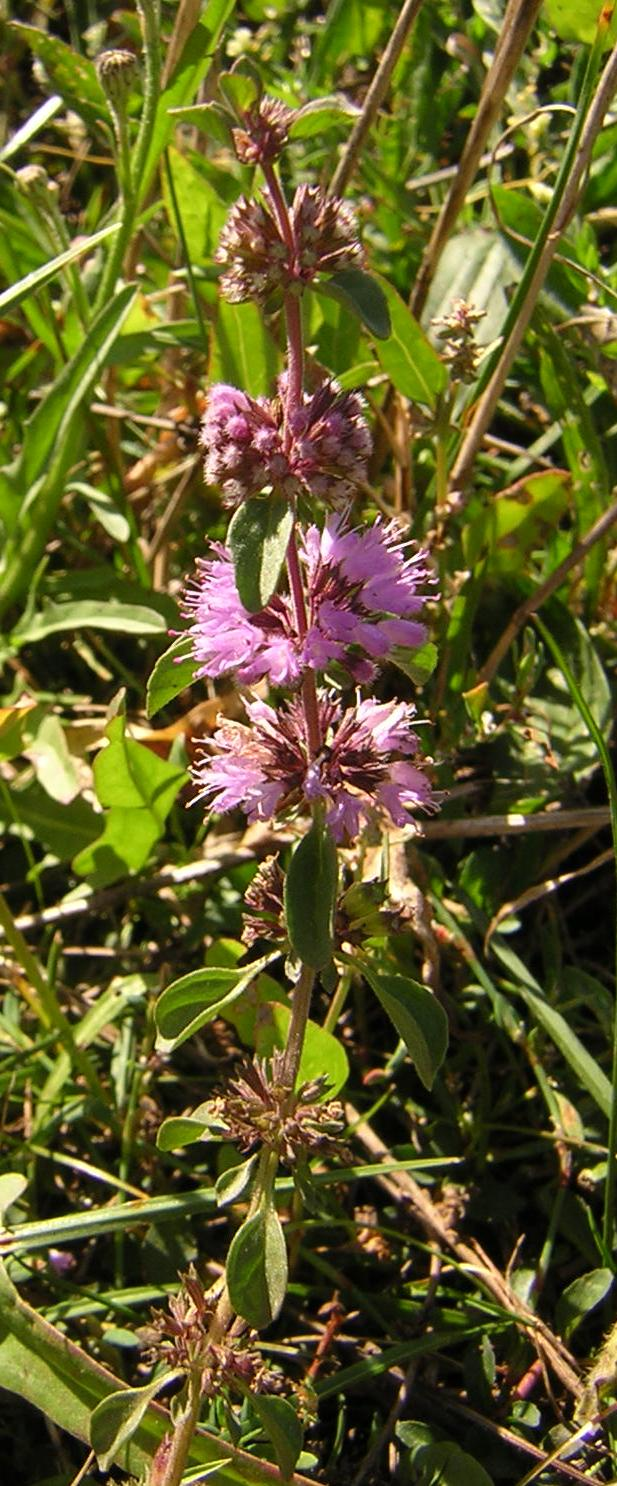
Mentha pulegium

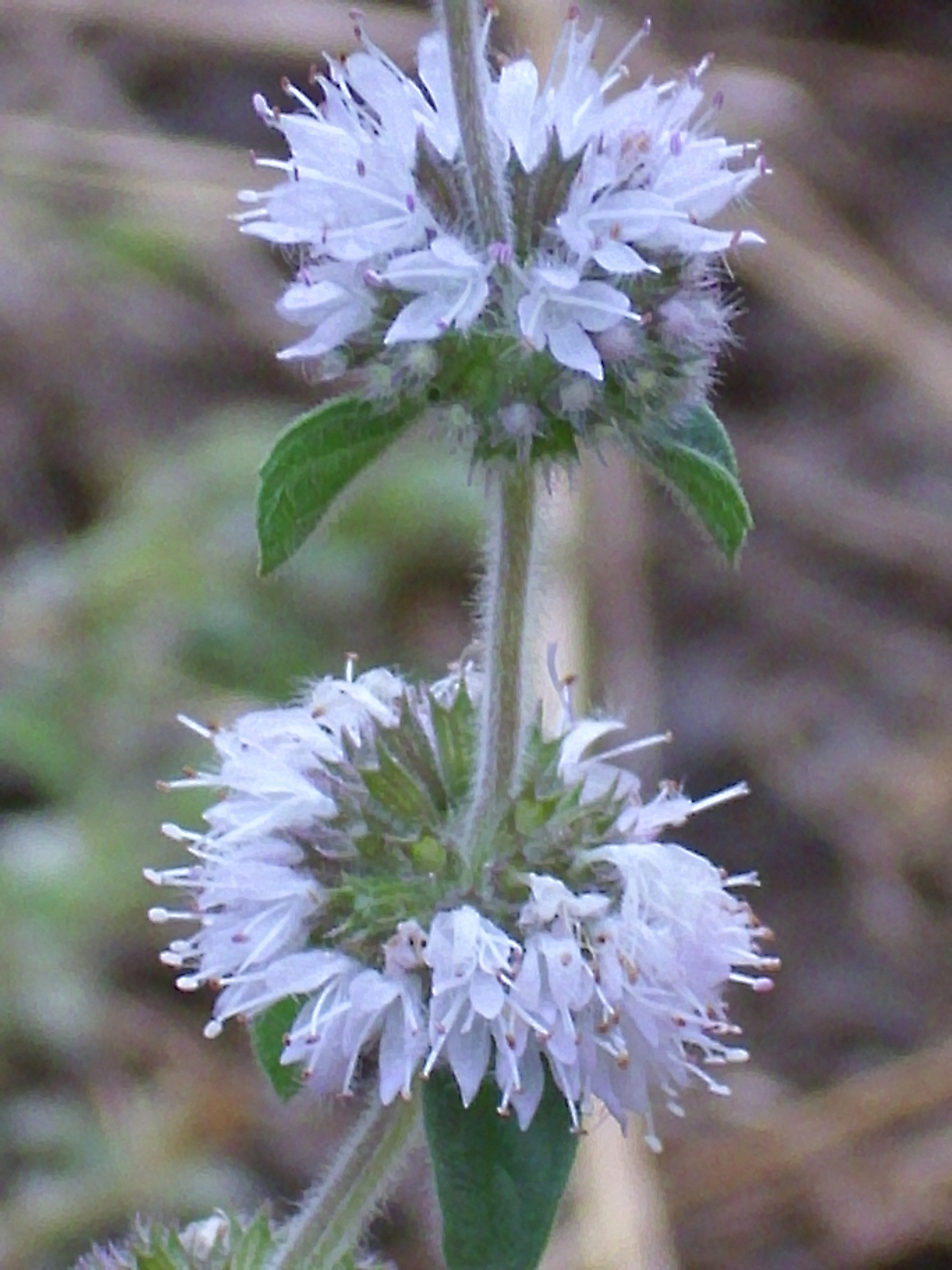
Mentha pulegium

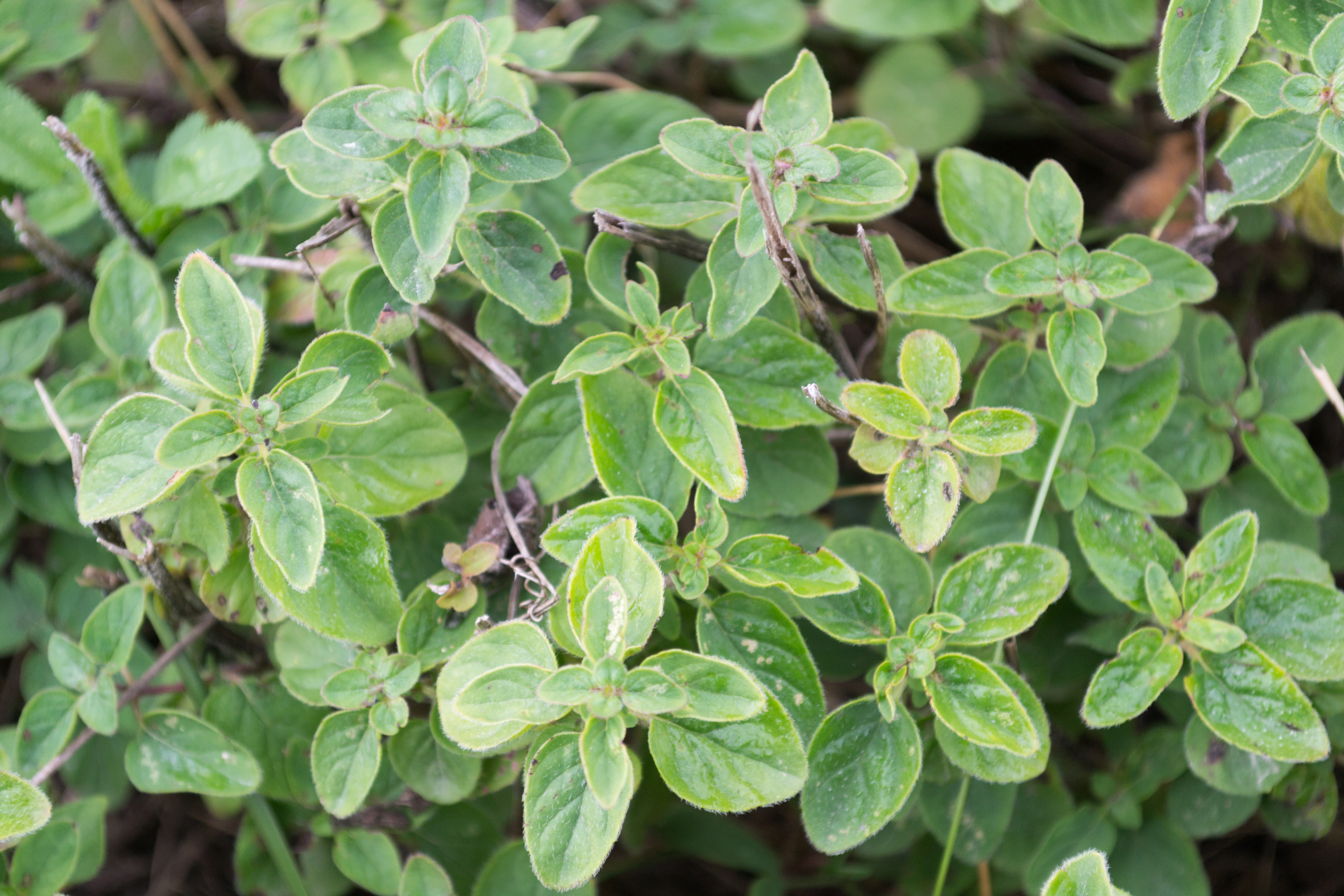
Jeunes pieds

La menthe pouliot ou pouliot (Mentha pulegium L.) est une plante herbacée de la famille des Lamiacées (Labiées), originaire d'Europe, d'Afrique du Nord et d'Asie tempérée. Connue depuis l'Antiquité européenne comme plante médicinale, elle ne fut rattachée aux menthes qu'à l'époque moderne.
Après avoir été très estimée jusqu'à la Renaissance, sa consommation même sous forme d'infusion, est maintenant déconseillée en raison de la présence d'un composant très hépatotoxique, la pulégone, pouvant parfois être présent dans une concentration élevée.

## Histoire de la nomenclature
Durant l'Antiquité européenne, de nombreux phytonymes ont été utilisés pour décrire les menthes. Le philologue Jacques André reconnait la menthe pouliot sous l'appellation de pūleium employée par l'encyclopédiste romain du Ier siècle Pline dans Histoire naturelle, 20, 152 ou par Dioscoride, Mat.Med. 3, 31. Elle était recommandée comme emménagogue et abortive.
Le terme français de pouliot est l'ancienne dénomination de l'espèce linnéenne de Mentha pulegium. Il dérive, via plusieurs intermédiaires, du latin populaire *pǔleium (latin classique pūleium) désignant cette même plante. Avec pouliot royal, c'était le terme communément employé en français par les herboristes ou les botanistes pré-linnéens comme Jean Ruel ou Jacques Daléchamps. Les autres termes, très polysémiques, d'herbe aux puces (pulex puces), herbe de saint Laurent, dictame de Virginie, frétillet, cités par Fournier  furent rarement employés et le furent toujours dans des contextes extrêmement restreints, voire erronés.
Dans l'ouvrage fondateur de la nomenclature moderne Species plantarum (1753), Linné décrit 10 espèces de menthe dont Mentha pulegium en se référant à Pulegium latifolium de C. Bauhin (Pinax Theathri Bot) et Pulegium Fuchs.

## Description
C'est une plante vivace par ses rhizomes, basse, de 10 à 55 cm de haut, fréquente dans les milieux humides, qui exhale une senteur citronnée.
Les tiges à section carrée, sont plus ou moins dressées, verdâtres ou grisâtres, très ramifiées. Étalées ou couchées, elles émettent très facilement des racines adventives à la face inférieure des nœuds.
Les feuilles, opposées, petites (0,8-1,3 cm x 5-6 mm), sont ovales ou oblongues presque entières (légèrement dentelées ou crénelées) et munies d'un court pétiole, base arrondie, apex obtu.
Les fleurs, qui apparaissent l'été, de juillet à fin septembre, sont rose lilas, parfois blanches, et sont groupées à l'aisselle des feuilles en glomérules (faux verticilles) largement espacés le long de la tige. Le calice est velu, glandulaire, tubuleux et la gorge est fermée par des poils connivents ; il est bilabié, à 5 dents inégales (les 2 dents inférieures sont plus étroites). La corolle gibbeuse (formant une bosse) est composée de 4 lobes semblables. Les 4 étamines sont saillantes. Les 2 carpelles sont soudés.
Les fruits sont des akènes.

## Distribution et habitat
C'est une espèce spontanée dans l'ensemble de l'Europe, l'ouest de l'Asie (de Chypre au Turkménistan) et le nord de l'Afrique (du Maroc à l'Égypte):
- Europe de l'Ouest, Ukraine, Russie
- Afrique du Nord : Maroc, Algérie, Tunisie, Libye, Égypte, Éthiopie
- Asie tempérée : Turquie, Iran, Israël, Liban, Syrie, Caucase, Russie, Kazakhstan, Turkménistan

En France, cette plante est irrégulièrement répartie; tandis qu'elle manque dans de vastes contrées, même siliceuses, elle surabonde dans d'autres.
La menthe pouliot s'est naturalisée dans de nombreux pays : Australie, Nouvelle-Zélande, États-Unis, Brésil, Argentine, Chili, Uruguay.
Elle est cultivée en Géorgie, Inde, Indonésie, Europe, Canada, États-Unis, Mexique, Cuba, Brésil, Chili.
La menthe pouliot croît de préférence sur la silice et les alluvions, dans les endroits humides, champs et prairies, bords des mares, lieux inondés l'hiver.

## Synonymes
Voici quelques synonymes de Mentha pulegium selon Tucker et Naczi :
- Pulegium vulgare Miller 1768
- Pulegium erectum Mill. 1768
- Pulegium aromaticum S.F. Gray 1821
- Pulegium pubescens Opiz ex Boenn 1824
- Mentha aromatica Salisb. 1796

Le botaniste-jardinier de Chelsea, Miller, choisit de classer la plante sous le genre de Pulegium, en raison de l'usage traditionnel du terme de Pulegium regium Pulioll-royall (ayant donné en anglais moderne "pennyroyal") par les herboristes et les jardiniers. Bien que Miller reconnaisse lui-même que « Tournefort et Linné l'ont placé sous le genre Mentha sous lequel il doit à juste titre être placé », un certain nombre de botanistes ont continué à utiliser le genre Pulegium jusqu'à la fin du XIXe siècle.
La variété micrantha, croissant dans le sud de la Russie et dans le Kazakhstan, a aussi reçu les noms suivants :
- Mentha micrantha Fisch. ex Benth. 1848
- Pulegium micranthum Claus., Beitr., 1850

## Composition chimique
L'huile essentielle s'obtient par distillation à la vapeur d'eau des parties aériennes de la plante.
Elle possède trois chémotypes
- chémotype 1 : huiles riches en pulégone, menthone et isomenthone
- chémotype 2 : huiles riches en pipériténone, ou pipéritone, avec de la pulégone, menthone et isomenthone
- chémotype 3 : huiles riches en isomenthones, néoisomenthone avec de la pulégone et de la menthone.

Le pulégone et le menthofurane sont des composés hépatotoxiques. Ils peuvent représenter des concentrations élevées.
Kokkini et al. (2002) en analysant dix populations de menthe pouliot réparties sur toute la Grèce, ont trouvé d'énormes variations du taux de pulégone, allant de traces (<0.1 %) jusqu'à 90,70 %. Seules deux populations étaient riches en pulégone (42,9 % et 90,7 %), les autres en contenant en quantité bien moindre (jusqu'à 35 %). Ces dernières étaient riches soit en menthone/isomenthone soit en pipéritone/pipériténone ou pipéritone.
L'analyse de menthes pouliots prélevées dans le nord-est de l'Algérie, révèle une huile riche en pulégone (39 %) et menthone (Boukhebti et als, 2011) :
| Huile essentielle de M. pulegium (d'après Boukhebti al., 2011) |          |             |              |            |          |
| pulégone                                                       | menthone | isomenthone | pipériténone | pipéritone | limonène |
| 38.81 %                                                        | 19.24 %  | 6.09 %      | 16.53 %      | 6.35 %     | 4.29 %   |

Pour les menthes pouliot prélevées à Santarém au Portugal, Teixeira et als ont trouvé les composés suivants :
| Huile essentielle de M. pulegium (d'après Teixeira al., 1971) |             |          |                                |
| menthone                                                      | neomenthone | pulégone | 8-hydroxy-4(5)-p-menthen-3-one |
| 35.9 %                                                        | 9.2 %       | 23.2 %   | 2.1 %                          |

## Activités pharmacologiques
L'huile essentielle de menthe pouliot manifeste des activités antibactériennes et antioxydantes. Silvia et als ont mené une étude des propriétés pharmacologiques d'une huile de Mentha pulegium récoltée au Brésil, assez riche en pulégone (50,01 %), en menthol (31,90 %) et menthone (16,56 %). La concentration en pulégone est très variable suivant le lieu de la récolte, la saison de la récolte (l'hiver le pulégone est moins abondant) et le régime de stress auquel la plante a été soumise.
- Activité antibactérienne : d'une manière générale, les bactéries à Gram positif sont plus sensibles à l'effet inhibiteur des huiles essentielles que les bactéries à Gram négatif. L'huile essentielle de pouliot inhibe la croissance bactérienne et est plus particulièrement efficace contre Staphylococcus aureus et Salmonella choleraesuis (=S. enterica). La bactérie la plus résistante est E. coli.
- Activité antioxydante : la méthode de désoxyribose a montré que M. pulegium présente une activité antioxydante supérieure à celle de la menthe verte (M. spicata). L'huile de pouliot est susceptible aussi d'inhiber le stress oxydant des ions ferriques et il a été observé que l'activité antioxydante augmentait progressivement en fonction de la concentration[17].

## Toxicité
L'huile de pouliot se caractérise par une prépondérance plus ou moins importante d'une cétone monoterpénique toxique, la (+)-pulégone. Celle-ci et son produit d'oxydation, le menthofurane, sont en effet reconnus hépatotoxiques. La dose létale médiane DL50 de l'huile de pouliot et du pulégone sont :
| DL50 de M. pulegium (d'après Mills al., 2005) |              |            |
| Substance                                     | Voie, modèle | DL50 mg/kg |
| Huile de pouliot                              | Orale, rat   | 220 à 580  |
| (+)-pulégone                                  | Orale, rat   | 470        |

Dans une première étape, l'oxydation du pulégone par les enzymes monooxygénases du cytochrome P450 du foie, suivie d'une cyclisation, conduit au menthofurane. Dans une seconde étape, le menthofurane est oxydé par une monooxygénase du cytochrome P450 en un composé réactif, le γ-ketoenal, l'hépatotoxine ultime. Celui-ci réagit avec les groupes nucléophiles des protéines pour former des adduits covalents, dont on pense qu'ils sont responsables de l'hépatotoxicité de la pulégone.
Une vingtaine de cas d'intoxication humaine à la suite de l'ingestion de menthe pouliot sont connus. Dans le cas d'une femme décédée des suites d'une ingestion d'extraits de pouliot comme abortif, un examen post-mortem d'un échantillon du sérum, y a identifié 18 mg/mL de pulégone et 1 ng/mL de menthofurane. L'étude des divers cas montre, que les personnes exposées à au moins 10 mL d'huile de pouliot peuvent être sujette à une intoxication modérée à grave et qu'au-delà de 15 mL (ou d'environ 250 mg/kg bw), la mort peut s'ensuivre. La pathologie clinique est caractérisée par une nécrose hépato-cellulaire, de l’œdème pulmonaire et une hémorragie interne. Bakering et al. ont rapporté la mort de deux bébés à la suite de la prise d'une infusion de menthe pouliot riche en pulégone, donnée comme remède traditionnel contre la colique du nourrisson.
En France, d'après l'arrêté du 24 juin 2014, Mentha pulegium n'est pas autorisée dans les compléments alimentaires. Pour l'Union européenne, un règlement interdit d'ajouter la pulégone en tant que telle aux denrées alimentaires. Et dans les denrées alimentaires contenant naturellement de la pulégone, une teneur maximale est donnée pour chacune d'elles, comme indiqué ci-dessous :
| Teneurs maximales en pulégone (en mg/kg), naturellement présente dans les arômes et les ingrédients alimentaires (d'après Annexe III, 2008) |       |
| Confiseries contenant de la menthe (à l'exception des micro-confiseries)                                                                    | 250   |
| Micro-confiseries destinées à rafraîchir l'haleine                                                                                          | 2 000 |
| Gommes à mâcher | 350   |
| Boissons non alcoolisées contenant de la menthe                                                                                             | 20    |
| Boissons alcoolisées contenant de la menthe                                                                                                 | 100   |

La menthe pouliot est contre-indiquée chez la femme enceinte et allaitante. L'huile de menthe pouliot ne doit jamais être ingérée.

## Utilisations

### Historique des utilisations

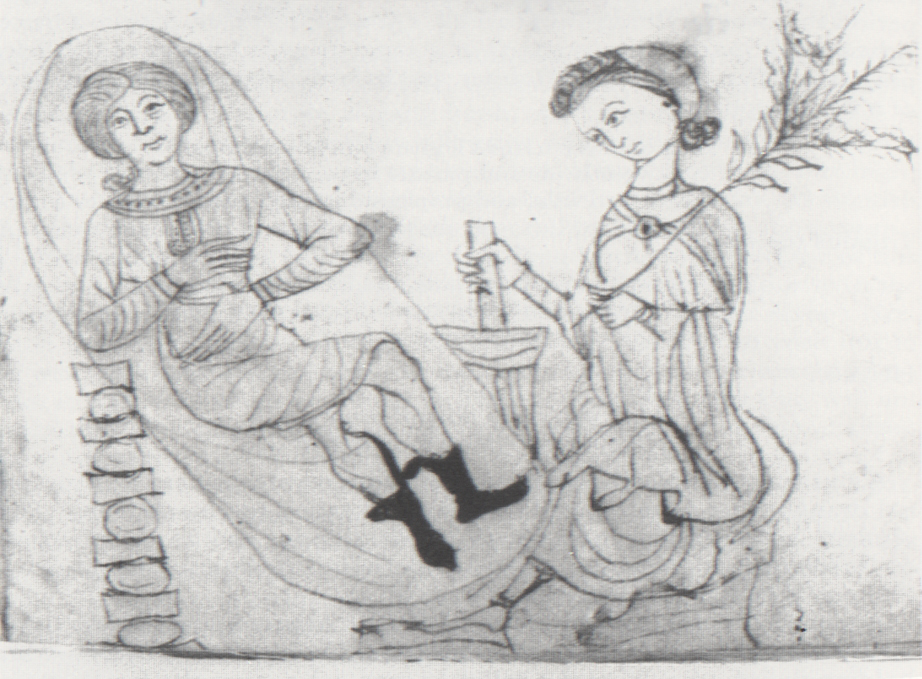
Dessin tiré d'un manuscrit du XIIIe siècle lHerbarium Pseudo-Apulée, montrant une femme enceinte et une assistante tenant d'une main un pied de pouliot et de l'autre un pilon

Le pouliot était connu et utilisé en Égypte et Mésopotamie antiques.
Dans l'Antiquité européenne, le pouliot était aussi bien connu sous le nom de blêchôn  βλήχων en grec, par les médecins Hippocratiques (Ve siècle av. J.-C.), par le philosophe botaniste Théophraste (IVe siècle av. J.-C.) et le pharmacologue du Ier siècle Dioscoride. Le pouliot, bien distingué des menthes, est reconnu comme abortif et emménagogue, deux propriétés qui vont continuer à lui être attribuées pendant deux millénaires. Les Romains le connaissaient sous l'appellation de pūleium, pūlēgium comme l'attestent les mentions chez l'encyclopédiste Pline, Hist.Nat., 20, 152 ou dans le livre de recettes culinaires De re coquinaria. Parmi les ingrédients des recettes attribuées au gastronome Apicius, on trouve des assaisonnements au pouliot sec (comme le melon au miel, poivre, vinaigre et pouliot). Le pouliot était recommandé contre les morsures de serpents, les piqûres de scorpions, contre la toux, les coliques, le mal de tête ... et « toutes les douleurs internes » résume bien Pline.
Avec l'effondrement de l'Empire romain d'Occident au Ve siècle, disparait aussi la médecine savante de l'Antiquité. Le galénisme revu par Rhazès et Avicenne ne reviendra en Europe occidentale qu'à partir des XIe – XIIe siècles. Par contre, l’œuvre de Dioscoride, resta accessible par des copies manuscrites de sa traduction latine De materia medica. Aussi retrouve-t-on au XVe siècle, les indications de Dioscoride du pouliot : « l'usage immodéré de cette plante dans la grossesse provoque l'avortement » lit-on dans De viribus herbarum de Odon de Meung. Le pouliot, bien distingué des menthes, est toujours resté une sorte de panacée.
Pour chasser les puces, on employait la fumée des fleurs fraîches brûlées, d'après l'Hortus sanitatis (XIVe siècle).
Il figurait aussi parmi les plantes potagères recommandées dans le capitulaire De Villis au Moyen Âge.
Le texte de référence de Dioscoride, De materia medica, fut abondamment recopié jusqu'au début du XVIe siècle sans qu'il soit porteur d'un progrès notable dans l'analyse pharmacologique. Le tournant s'opère à l'époque de la Renaissance, où les riches commentaires du médecin Mattioli apportent une contribution nouvelle à la matière médicale, en s'efforçant de donner des descriptions botaniques précises, accompagnées d'illustrations, permettant de le distinguer du calament et du dictame. Matthiole indique que les Allemandes le cultivent avec soin, en pots ou en pleine terre, pour leur usage personnel (« pour s'en servir en leurs privez affaires » traduction de A. du Pinet, 1627). Jacques Daléchamps à la même époque compile une très longue liste de bienfaits apportés par le pouliot (Hist. gén. des plantes).
À l’époque de la Renaissance, commencent à apparaître avec Brunschwig, des ouvrages vantant les traitements obtenus par la distillation des plantes médicinales. Mais le premier à donner un traitement détaillé de la distillation des plantes aromatiques (comme la menthe, le calament et le pouliot) est le polymathe napolitain Della Porta, d’abord dans Magia naturalis (1589) puis De distillatione, libri IX. (1608). Il récupère « l’huile parfumée de pouliot » surnageant sur le distillat et la recommande pour fortifier l’estomac, contre les douleurs de matrice et pour provoquer les menstrues etc.
La grande réputation du pouliot s'est éteinte peu à peu après la Renaissance.
Pourtant, l'écho de cette haute estime retentira jusqu'au XXe siècle chez l'ethnobotaniste Pierre Lieutaghi qui en vante les grands mérites en ces termes : « Le pouliot est une des Menthes sauvages les plus agréablement parfumées ; sa senteur citronnée persiste bien au séchage et son infusion est une des plus délicieuses qui soient. » (Le livre des Bonnes Herbes, 1999). Il lui reconnait de nombreuses propriétés médicinales, comme d'être un bon expectorant et un sédatif de la toux, « à la fin d'un repas, une infusion de Pouliot (délicieuse, surtout si on lui joint du Serpolet à parts égales) facilite beaucoup la digestion, combat les fermentations, les lourdeurs de tête ; c'est l'une des meilleures boissons digestives, très salutaire, en particulier à ceux qui souffrent d'insuffisance hépatique » (à la décharge de Lieutaghi, signalons que l'édition originale de ce texte est de 1966, avant que l'extrême toxicité de la pulégone ne soit établie).

### Insecticides
- Des infusions concentrées de feuilles de menthe pouliot ont longtemps été utilisées pour lutter contre les ectoparasites de l'homme. Elles étaient particulièrement employées pour détruire les poux de tête et les puces[8].
- La plante entière possède des propriétés insecticides utilisées autrefois en médecine vétérinaire pour préserver les chiens contre les tiques (Ixodes) et les puces (Pulex).

Toutefois, il faut savoir que l'application de grandes quantités d'huile essentielle de pouliot sur la peau peut s'accompagner d'une absorption significative suivie d'une intoxication à la pulégone. La mort d'un chien de 30 kg a été rapportée à la suite d'un traitement contre les puces de 60 mL d'huile de pouliot. Malgré un shampoing administré au bout d'une heure et une prise en charge par un vétérinaire, il eut des syncopes et succomba.

### Culinaires
- Au Portugal, la liqueur de Poejo, de la région de l'Alentejo, est à base de menthe pouliot. Cette plante est aussi très utilisée dans la cuisine portugaise comme plante condimentaire pour ses feuilles très aromatiques.
- Au Maroc, la menthe pouliot, plus communément appelée  « flio », accompagne souvent la menthe classique dans le non moins célèbre mais très prisé thé à la menthe. En automne ou en hiver, l'absinthe plus communément appelée  « chiba » est substituée à la menthe pouliot pour accompagner le thé à la menthe.
- En Algérie, le pouliot entre dans un certain nombre de plats. Le rfiss est un mets sucré à base d'une galette émiettée ; une variété, le rfiss el aachab, traduit par « rfiss aux herbes », est préparée avec une grande diversité d’herbes et de plantes comme le pouliot ou l’origan.

Batata fliou, un plat traditionnel algérien originaire de la région de Blida, est un ragoût de pommes de terre à la Menthe pouliot, ainsi que serdine bel fliou (sardines à la menthe pouliot) . On peut citer encore : tikourine (boulette de semoule), mdecha (soupe).
Couscous fliot à Mostaganem
- En Italie et Espagne, très utilisée pour la confection des bonbons
- En Espagne, on aromatise une soupe (gazpacho de invierno) et les escargots. On l'utilise aussi en Sicile, en Sardaigne, en Bosnie et en Turquie[31].
- En Iran, elle est utilisée pour aromatiser la boisson nationale dough.
- C'est une plante mellifère, très visitée par les abeilles pour son nectar.